# Walter Schaupp
Walter Schaupp (* 17. Juli 1954 in Kirchberg am Wagram) ist ein österreichischer katholischer Moraltheologe.

## Leben
Er studierte Medizin in Innsbruck und Wien mit anschließender einjähriger Tätigkeit als Turnusarzt am Krankenhaus der Barmherzigen Schwestern Linz und katholische Theologie in Wien und in Rom mit Lizentiat in dogmatischer Theologie – anschließend Priesterweihe (Erzdiözese Wien) und mehrjährige Tätigkeit als Seelsorger für Theologiestudierende in Wien. Nach der Promotion 1993 in Moraltheologie an der Universität Wien über Ethik der medizinischen Forschung am Menschen (Helsinki-Deklaration des Weltärztebunds); siebenjährige Lehrtätigkeit im Fach Moraltheologie an der Religionspädagogischen Akademie der Erzdiözese Wien; Referententätigkeit für die Wiener Ärztekammer. Von 1998 bis 2003 war er Assistent am Arbeitsbereich für Moraltheologie an der Universität Freiburg im Breisgau. Nach der Habilitation 2002 zum Spannungsverhältnis von Gerechtem und Gutem ausgehend vom Denken des kanadischen Sozialphilosophen Charles Taylor folgte er 2003 dem Ruf auf den Lehrstuhl für Moraltheologie der Katholisch-Theologischen Fakultät der Universität Graz und war dort bis zu seiner Emeritierung im Jahr 2019 ordentlicher Universitätsprofessor für Moraltheologie.
Seine Arbeitsschwerpunkte sind medizin- und bioethische Fragestellungen, Ethik des guten Lebens, Fragen christlicher Lebensform in einer pluralen Gesellschaft.

## Schriften (Auswahl)
- Der ethische Gehalt der Helsinki-Deklaration. Eine historisch-systematische Untersuchung der Richtlinien des Weltärztebunds über biomedizinische Forschung am Menschen. Frankfurt am Main 1993, ISBN 3-631-46397-9.
- Gerechtigkeit im Horizont des Guten. Fundamentalmoralische Klärungen im Ausgang von Charles Taylor. Wien 2003, ISBN 3-451-28237-2.
- (Hrsg.): Ethik und Empirie. Gegenwärtige Herausforderungen für Moraltheologie und Ethik. Wien 2014, ISBN 3-451-34190-5.
- mit Paul Zahner (Hrsg.): Medizin und Menschenbild. Innsbruck 2019, ISBN 3-7022-3769-0.